# Roșia, Arad
Roșia este un sat în comuna Dieci din județul Arad, Crișana, România.

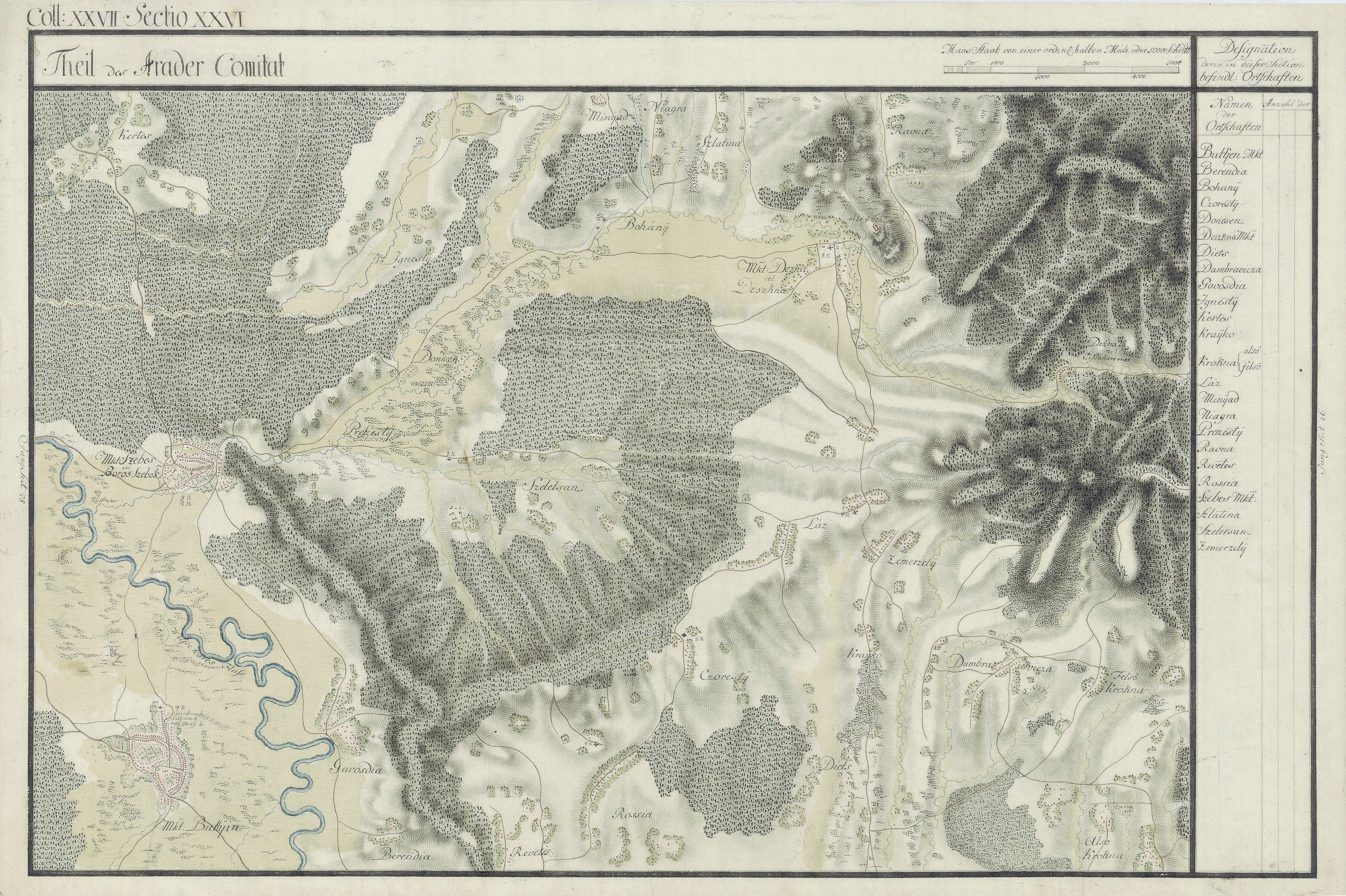
Roșia în Harta Iosefină a Comitatului Arad, 1782-85